# All3Media
All3Media es una compañía británica de producción y distribución independiente de televisión, cine y digital a nivel mundial. El grupo All3Media comprende 40 empresas de producción y distribución de todo el Reino Unido y todas las demás partes de Europa (IDTV en los Países Bajos y All3Media Deutschland en Alemania), Nueva Zelanda (South Pacific Pictures) y Estados Unidos.

## Historia
La compañía se formó en 2003 después de que el brazo de televisión de Chrysalis fuera adquirido por un consorcio liderado por el exjefe de Granada Steve Morrison, el exjefe de programación de ITV plc, David Liddiment y el ex director general de operaciones de Granada, Jules Burns.
En 2013, fue nombrada principal productora independiente del Reino Unido, con una facturación de 473 millones de libras esterlinas.
El 8 de mayo de 2014, se anunció que Discovery, Inc. y Liberty Global adquirirían All3Media, en una empresa conjunta valorada en 930 millones de dólares estadounidenses.
El 24 de septiembre de 2020, BBC Studios anunció su intención de vender su participación en su empresa conjunta alemana con All3Media, Tower Productions, y lanzar su propia división alemana, BBC Studios Germany Productions. La venta se hizo efectiva a finales de 2020.
El 3 de diciembre de 2020, All3Media adquirió Silverback Films, la productora de la serie de Netflix Our Planet.
El 17 de mayo de 2021, se anunció que Discovery, copropietaria de All3Media, se fusionaría con la subsidiaria de AT&T, WarnerMedia , para formar Warner Bros. Discovery. Actualmente no está claro si los planes a largo plazo de la firma combinada para All3Media implican la integración con el brazo de producción internacional existente Warner Bros. International Television Production.

## Subsidiarias de All3Media
- All3Media America[7]
  - Best Production Company (Empresa conjunta con Kevin Bartel)[8]
  - Relevé Entertainment[9]
  - Woodman Park Productions[10]
- All3Media Deutschland[11]
  - Tower Productions[4][12]
  - Bon Voyage Films[13]
  - Filmpool Entertainment[14][12]
  - Filmpool Fiction[14][12]
  - South&Browse[14][12]
  - The Fiction Syndicate[12]
- All3Media International[15]
  - NENT Studios UK[16]
- Angelica Films (empresa conjunta con Sally Angel)[17]
- Aurora Media Worldwide[18]
- Bentley Productions Ltd.[19]
- Bright Spot Content[20]
- Bullion Productions[21]
- Caravan[22]
- Company Pictures[23]
- Great Scott Media[24]
- IDTV[25]
- Lime Pictures[26]
  - Wise Owl Films[27]
- Lion Television[28]
  - Lion Television Scotland
  - Lion Television America
  - Lion Television International
- Little Dot Studios[29][30][31][32][33][34][35]
  - Canales de YouTube[36][37][38][39]
  - Wing (agente económico)[40][41]
  - History Hit (servicio de streaming creador por Dan Snow)[42]
- Maverick Television
- Neal Street Productions
- New Pictures
  - Witchery Pictures (empresa conjunta con Siobhan Finnigan y Judith King)[43]
- North One Television
- Objective Media Group
  - Betty
  - Main Event Media, Los Angeles, California (por OMG EVP Jimmy Fox)[44]
  - Objective Fiction (scriptado por acción y comedia de situación)
    - Tannadice Pictures (empresa conjunta con Neil Forsyth)[45]

  - OMG America, Los Angeles, California
  - OMG North/Purple Productions, Manchester, Inglaterra[46]
  - Triple Brew Media (en vivo en directo y programas de juegos)
  - OMG Scotland, en Glasgow
  - Story Films (por David Nath y Peter Beard)[47]
- Optomen
  - Optomen Entertainment, Los Angeles, California[48]
- Raw
- Seven Stories
- Silverback Films[5]
- South Pacific Pictures, Nueva Zelanda
  - Kura Productions (empresa conjunta con Quinton Hita)[49]
  - Satellite Media (productora multimedia)[49]
- Studio Lambert, Estados Unidos/Reino Unido
- Two Brothers Pictures
- Unstoppable Film and TV
- West Road Pictures[50]

## Series de gran importancia
- Call the Midwife
- The Circle
- The Cube
- Fleabag
- The Gadget Show
- Gogglebox
- Great British Menu
- Hollyoaks
- Homes Under the Hammer
- Horrible Histories
- Lingo
- Midsomer Murders
- The Max Headroom[51]
- Operation Ouch!
- Peep Show
- Shortland Street
- Skins (UK)
- Undercover Boss